# Bastien Vivès
Pour les articles homonymes, voir Vivès (homonymie).
Bastien Vivès est un auteur de bande dessinée français né à Paris le 11 février 1984.
Il est surtout connu pour ses romans graphiques Le Goût du chlore (2008), Polina (2011), Une sœur (2017) et Le Chemisier (2018). Il est également le cocréateur du manga français Lastman, lancé en 2013.
Bénéficiant d'une reconnaissance certaine dans le milieu de la bande dessinée franco-belge, il est lauréat de plusieurs prix d'importance dont le prix Révélation du festival d'Angoulême en janvier 2009 pour Le goût du chlore, le prix des libraires de bande dessinée en 2011 pour Polina, ou encore prix de la série en 2015 pour Lastman.
Cependant, plusieurs de ses œuvres pornographiques, réalisées en parallèle de ses romans graphiques, font l'objet de polémiques dès le début des années 2010, car elles se voient accusées de faire l'apologie ou de banaliser la pédocriminalité, l'inceste et le viol. Les détracteurs de Vivès invoquent également plusieurs déclarations de l'auteur dans les médias et sur Internet confiant que ces oeuvres illustrent des « fantasmes ». Des artistes, juristes, critiques et anciens ministres de la culture considèrent cependant que les œuvres en question entrent dans le cadre de la liberté d'expression ou de création et relèvent de la fiction et de l'humour. Bastien Vivès insiste quant à lui sur la dimension burlesque, humoristique et peu réaliste de ses BD pornographiques.
La volonté du festival d'Angoulême d'accorder une exposition « carte blanche » à cet auteur pour son édition 2023 suscite un intense débat. L'exposition est finalement annulée en raion des menaces de mort reçues par le dessinateur, dont les coupables seront par la suite condamnés. Deux associations de protection de l'enfance portent plainte dans la foulée contre Bastien Vivès et ses éditeurs pour « diffusion de l’image d’un mineur présentant un caractère pornographique ». Après deux classements sans suite, un procès a lieu les 27 et 28 mai 2025 au tribunal correctionnel de Nanterre. Le tribunal est cependant jugé territorialement incompétent et le parquet ne fait pas appel. 

## Biographie

### Enfance et études
Bastien Vivès est le fils du matte painter Jean-Marie Vivès et d'une comptable. Dès son enfance, il dessine beaucoup et partage ce loisir avec son frère cadet.
Il est également le neveu de l'acteur Gérard Vives.
Il prend des cours de modèle vivant dès 1994. Il suit des études d'arts appliqués à l'institut Sainte-Geneviève (Paris 6e), poursuit sa formation pendant trois ans à l'école supérieure d'arts graphiques Penninghen à Paris et étudie à partir de 2003 le cinéma d'animation aux Gobelins, une formation qu'il quitte avant d'en obtenir le diplôme.

### Débuts dans la bande dessinée et premiers succès (années 2000)

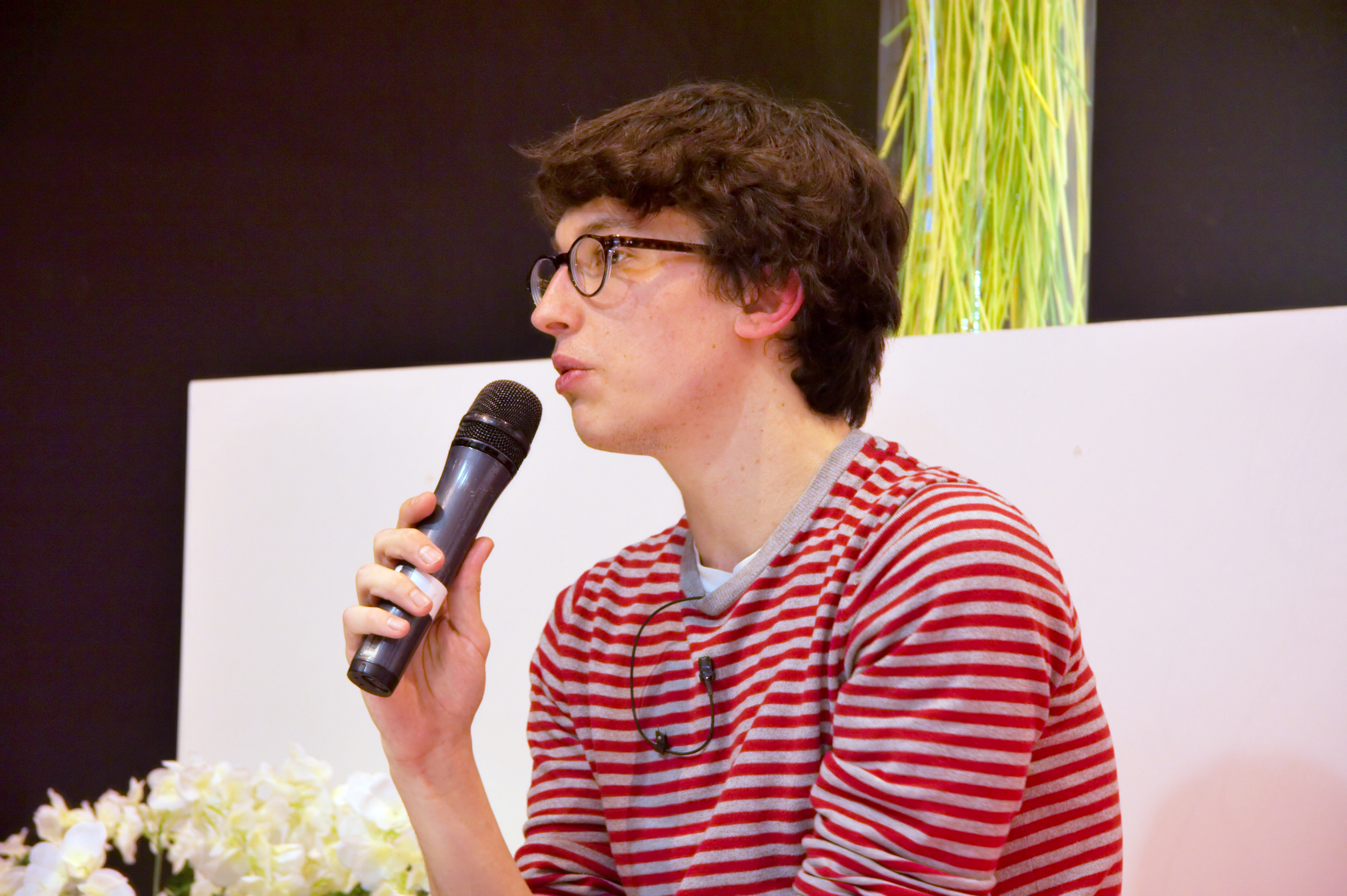
L'auteur au Salon du Livre de Paris 2009, l'année du succès critique de Le Goût du chlore.

Bastien Vivès connaît ses premiers succès sur Internet dès 2002 sur son site BK Crew, qu'il tient avec d'autres amis dessinateurs, et où il publie notamment dès cette période - et sous le pseudonyme de « Bastien Chanmax » - des strips de « Poungi La Racaille », un manchot « racaille » dont les aventures font le tour d'internet, et qui sont publiées en albums en 2006 par l'éditeur Danger Public.
Il intervient également à partir de 2003 sur des forums publics comme ceux de CFSL (Café Salé) et surtout Catsuka (les deux forums les plus importants à l'époque dans le monde du dessin en France), sous le pseudonyme de « quelle belle soirée »*.
À partir de 2003, Vivès est étudiant à la prestigieuse école de cinéma d'animation des Gobelins. Il s'y fait remarquer pour sa propension à dessiner des scènes érotiques et pour des agissements à contre-courant qui lui valent les remontrances de la direction de l'école, par exemple lorsqu'avec un ami ils « dessinent des tétons sur des ballons gonflables, exhibés fièrement dans l’école », et en particulier dans le cadre d'un concours annuel organisé en partenariat avec la chaîne jeunesse Canal J. Cette année-là, le thème est « Les nouveaux Héros des enfants » ; Vivès rend un court-métrage dans lequel on voit « une petite fille apeurée dans son lit, face à une créature tapie dans l’obscurité. La chambre s’éclaire, l’ombre monstrueuse laisse la place à un papa rassurant. Tout semble bien finir, avant que le père, tout sourire, ne vienne embrasser à pleine bouche sa fille. » Cette proposition tient lieu de dernier travail rendu par Vivès pour son école, qu'il quitte avant de recevoir son diplôme. L’école des Gobelins ne le soumettra pas au concours. Ce film est mis en ligne par l'auteur et partagé en 2006 notamment sur le blog Catsuka.
En 2007, il publie Elle(s), son premier album chez Casterman, sous le nouveau label « KSTЯ ». Le suivant, Le Goût du chlore reçoit le prix Révélation du festival d'Angoulême en janvier 2009.
En 2010 et 2011, il participe au feuilleton en ligne Les Autres Gens, scénarisé par Thomas Cadène et en dessine sept épisodes'[source insuffisante].
Il travaille à Paris dans l'atelier Manjari, local appartenant à son père et partagé avec une douzaine d'artistes — auteurs de bande dessinée parmi lesquels Marion Montaigne, Michaël Sanlaville et Merwan, graphistes ou photographes.

### Confirmation durant les années 2010

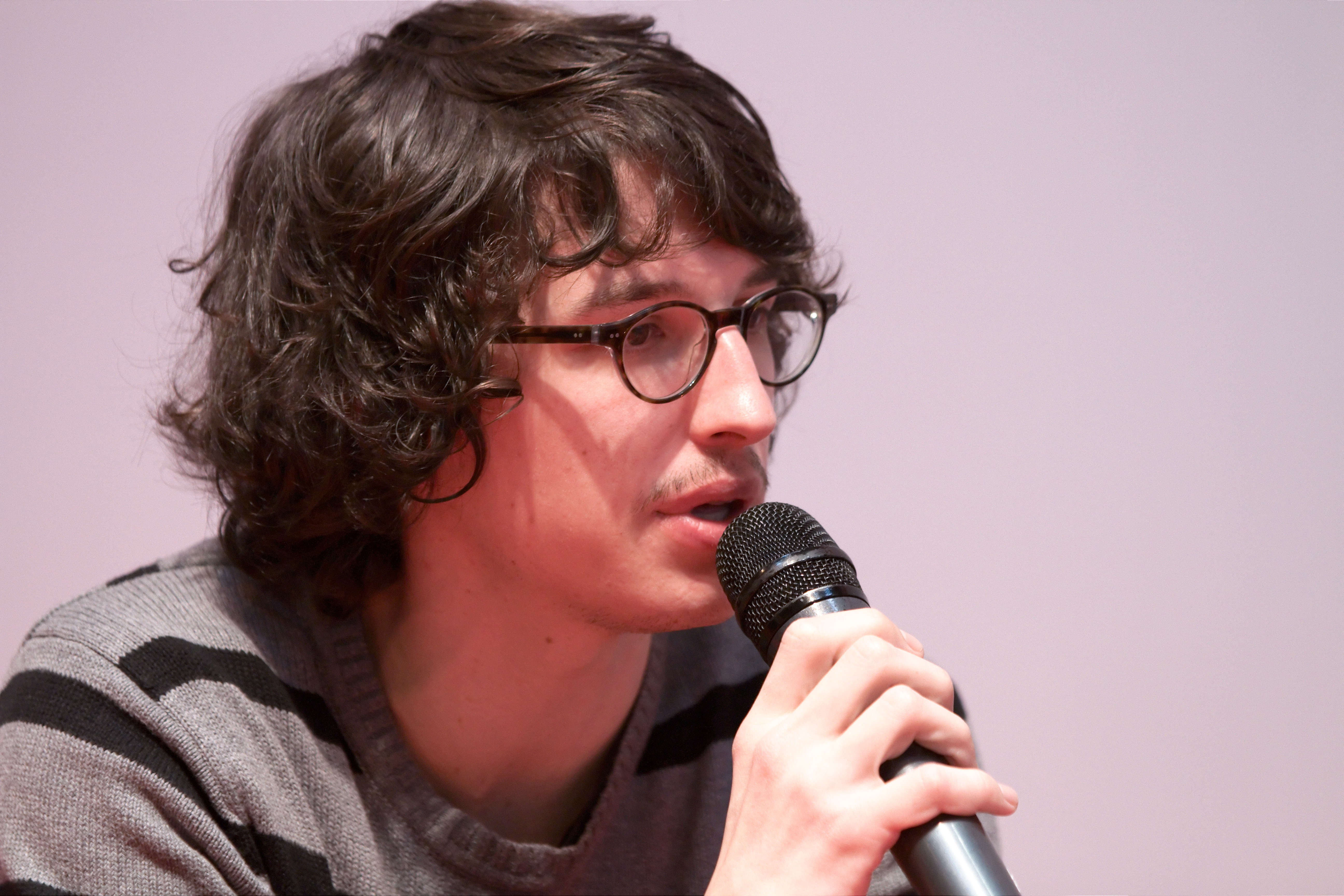
L'auteur au Salon du livre de Paris 2010, pour la promotion de Pour l'Empire.

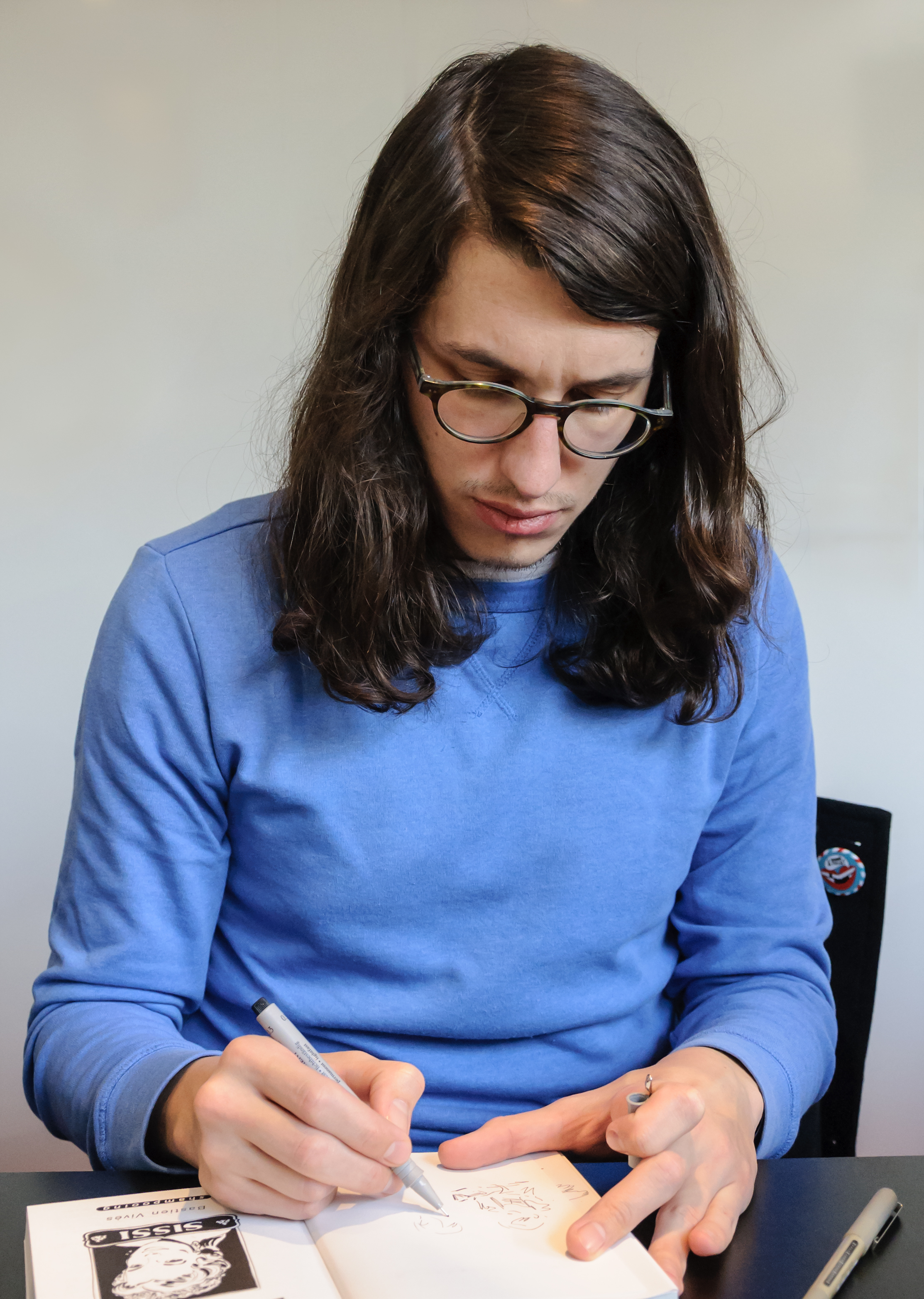
En dédicace au 40e festival international de la bande dessinée d'Angoulême en 2013, l'année de sortie du premier album de Lastman.

En 2010 et 2011, il co-signe avec Merwan les trois albums de Pour l’Empire, une mini-série d'aventures se déroulant sous l'antiquité romaine. Actua BD considère la série comme « un incontournable » qui revisite le genre péplum avec un récit au « souffle digne des grands récits mythologiques ».
En 2011, il connaît un nouveau succès critique et public avec Polina, histoire des relations entre une jeune élève danseuse et son professeur. L'Association des critiques et des journalistes de bande dessinée décerne le grand prix de la critique à Polina. La bande dessinée sera adaptée au cinéma 5 ans plus tard.
Également en 2011, il publie un album de bande dessinée érotique, Les Melons de la colère, dans la collection « BD Cul » de l'éditeur Les Requins Marteaux.
Libération le qualifie en 2012 de « tête de pont de la nouvelle génération BD » et identifie trois veines différentes dans son travail : l'une « plus câline, sondant les cœurs et les gestes » qui correspond à ses albums chez Casterman comme Le Goût du chlore, Amitiés étroites ou Polina, une autre « épique » avec Pour l’empire chez Dargaud, et enfin une « troisième, fantasque, grotesque, cul », que l'on retrouve dans sa production chez des éditeurs comme Delcourt et Les Requins Marteaux.
En 2013, il scénarise la bande dessinée Lastman aux côtés de Balak qu'il a aussi illustré avec Michaël Sanlaville. La série reçoit le prix de la meilleure série lors du 42e Festival d'Angoulême en 2015. La série Lastman est adaptée en série d'animation en 2016. La même année la licence est déclinée en jeu vidéo sous le nom de Lastfight,.
En 2017, il publie le roman graphique Une sœur, qui raconte sur un ton intimiste l'histoire d'amour entre deux adolescents. L'album est loué par la critique pour ses dessins épurés, ses décors et visages parfois simplifiés à l'extrême, couplés à une découpage minutieux sous forme de story-board,,. En décembre 2018, il est annoncé que Charlotte Le Bon compte adapter le récit en long-métrage. Le film sort en 2022 sous le nom de Falcon Lake.
En 2018, il publie trois nouveaux albums de BD érotique. En début d'année sort La Décharge mentale, à nouveau chez Les Requins Marteaux. En septembre, il publie coup sur coup Le Chemisier chez Casterman et Petit Paul, une suite des Melons de la colère, qui inaugure chez Glénat la collection « Porn'Pop », consacrée au sexe et dirigée par Céline Tran. La même année, Bastien Vivès reçoit le Prix BD Wolinski du Point pour Le Chemisier.

### Années 2020
En 2020, Bastien Vivès sort un album scénarisé par Martin Quenehen. Quatorze juillet est un polar naturaliste qui vaut un nouveau succès critique au dessinateur,.
L'année suivante, le duo s'empare de Corto Maltese, personnage créé par Hugo Pratt, pour une aventure se déroulant en 2001 et intitulée Océan noir. D'après le scénariste Martin Quenehen, les auteurs n'ont pas voulu commettre un sacrilège : « On s'est dit : on va faire un Corto comme on rêverait de le lire. Un Corto avec une curiosité de gosse, qui, quand on lui dit de ne pas aller quelque part, y va. ».
Il publie, en 2024, chez un nouvel éditeur promu par Vincent Bernière, Charlotte Editions, une fiction graphique satirique en noir et blanc intitulée La Vérité sur l'affaire Vivès,. Selon Libération, le roman est une réaction « mordante » à l'affaire, mais qui finit par « s’embourber dans des charges anti-«woke» dignes de CNews ». La maison d'édition est créée en même temps qu’un nouveau magazine de BD, Charlotte mensuel, qui publiera aussi des poèmes de Michel Houellebecq, illustrés par Louis Paillard.
En 2025, il est de retour au Festival international de la bande dessinée d'Angoulême (FIBD) sur le stand de sa maison d'édition Casterman pour dédicacer son nouvel album Lune de Miel,,.

## Polémiques

### Accusations d'apologie de la pédocriminalité

#### Les Melons de la colèreetLa Décharge mentale: premières polémiques
En 2011, la publication érotique Les Melons de la colère est accompagnée d'une controverse au sein de la rédaction d'Actua BD : un critique exprime en effet son malaise devant une scène où l'héroïne découvre que son petit frère — encore enfant — a un sexe énorme et lui fait une fellation. L’article 227-23 du code pénal interdit les représentations à caractère pornographique de mineurs, mais Didier Pasamonik, directeur de la rédaction, défend Bastien Vivès en expliquant que cet album est un hommage à la littérature érotique et que les situations qui y sont dépeintes relèvent du fantasme. Dans une interview accordée en 2017 à Madmoizelle, Bastien Vivès précise qu'un éditeur canadien a abandonné son projet d'édition anglaise de l'album Les Melons de la colère au regard d'une loi américaine ne permettant pas ce type de publication,.
En février 2018, il publie la BD La Décharge mentale (en réponse à la BD d'Emma Fallait demander sur la charge mentale pesant sur les femmes, qu'il avait violemment attaquée l'année précédente sur Facebook en souhaitant explicitement la mort de la dessinatrice) dans laquelle un homme est « invité » à avoir des relations sexuelles avec les enfants d’un couple dont il est l’ami.

#### Petit Paul: retrait de l'album de plusieurs magasins
L'album Petit Paul parait en 2018 (vendu sous plastique et interdit aux mineurs, comme les autres BD pornographiques de l'auteur). L'ouvrage raconte l'histoire d'un enfant de 10 ans dont le pénis à la taille démesurée attirerait le désir sexuel des femmes. Une pétition est publiée en ligne pour réclamer le retrait de l'album Petit Paul de la vente en raison de la législation sur la pédopornographie. L'Obs prend la défense de l'auteur, jugeant que l'album relève du « pur délire transgressif », à vocation plus comique qu'érotique. Les magasins Cultura et Gibert retirent l'ouvrage de leurs rayons (tout en le gardant à disposition des clients, majeurs, le demandant), ce qui représente une première en France pour une bande dessinée. Glénat réagit en précisant que l'ouvrage « n'a jamais pour vocation de dédramatiser, favoriser ou légitimer l’abus de mineurs de quelque manière que ce soit. Il s’agit d’une caricature dont le dessin, volontairement grotesque et outrancier dans ses proportions, ne laisse planer aucun doute quant à la nature totalement irréaliste du personnage et de son environnement. » Bastien Vivès explique pour sa part avoir voulu signer un album « rigolo » et que, le héros de l'histoire étant « un enfant avec un sexe de 80 centimètres », il est « compliqué » d'y voir du réalisme. Il commente également que « cette bronca raconte pas mal de choses sur notre société. Je connais bien les réseaux sociaux… La plupart de ceux qui en parlent n’ont pas lu la BD. Et puis après tout, c’est bien aussi qu’une œuvre puisse susciter le débat ! ».
En décembre 2022, la version française du média québécois Urbania relève que des éditeurs canadiens refusent d'éditer certaines œuvres de Bastien Vivès.

#### Polémique du festival d'Angoulême et suites
Fin novembre 2022, le festival d'Angoulême annonce le programme de son édition 2023, comprenant notamment une exposition intitulée « Dans les yeux de Bastien Vivès », présentant des œuvres « totalement inédites et créées dans les semaines ayant précédé leur accrochage, laissant entrevoir l’œil critique de l’artiste sur sa création passée, un regard plus mûr et averti. »
Début décembre 2022, Laetitia Abad Estieu et Alice Pfältzer, essayistes et militantes, lancent une alerte via un post sur Instagram et Facebook et un thread sur Twitter, relatant des propos de Bastien Vivès en interview. Le choix du festival d'Angoulême 2023 de consacrer une exposition de travaux de Vivès soulève des réactions négatives,,,. Dans une pétition s'opposant à sa venue certains font part de leur indignation face à plusieurs de ses déclarations dans les médias,. Ainsi, Vivès a déclaré dans une interview accordée en 2017 à Madmoizelle « Moi déjà, l'inceste ça m'excite à mort. Pas celui de la vraie vie, mais celui raconté, je trouve ça génial. Tous ces trucs-là font des histoires incroyables » et : « un gamin, quand tu lui montres un bouquin et il y a la scène de cul, il reste dessus et c'est normal. Au moins, les gamins même s'ils comprennent pas, ils apprécieront les scènes de cul. ».
De très nombreux articles sont consacrés à la polémique, comme par exemple par BFM TV qui souligne l'indignation de nombreux auteurs de bande dessinée face aux travaux de Vivès et la place qui lui est accordée dans le milieu de la bande dessinée, aux éditions Casterman ainsi que dans la programmation du festival d'Angoulême 2023, dans un contexte global de dénonciation de celui-ci comme étant viriliste et indifférent aux questions d'égalité femmes-hommes. L'article souligne toutefois que d'autres auteurs soutiennent Vivès, invoquant le plus souvent la liberté d'expression. Le même article retrace des messages postés sous pseudonyme sur un forum par Bastien Vivès en 2005, dans lesquels il demande aux internautes de l'aider à retrouver un « manga pédophile avec des gamines de trois, quatre ans ». Interrogé sur ce sujet en 2022, il affirme n'avoir été intéressé que par le style graphique de celui-ci.
Plusieurs autres personnalités, telles que Fausto Fasulo, Benoît Mouchart ou encore Blanche Gardin, prennent la défense de l'auteur, invoquant la liberté de l'art, tandis que Vivès affirme que ses déclarations et œuvres incriminées sont sorties de leur contexte,.
Le festival d'Angoulême, qui avait tout d'abord déclaré le 9 décembre que cette polémique ne pouvait pas remettre en cause la tenue de cette exposition,, décide d'annuler l'exposition « carte blanche » le 14 décembre 2022 en invoquant des « menaces de mort envoyées sur le téléphone portable de Bastien Vivès, des appels menaçants reçus chez ses maisons d’édition (Casterman, Glénat), et des intimidations à l’encontre d’un salarié du festival d'Angoulême,. » Le 8 décembre, dans un strip BD posté par Bastien Vivès sur son compte Instagram, celui-ci avait déjà évoqué des menaces de mort à son encontre l'ayant conduit à déposer une main courante (ces informations avaient en outre été confirmées dès le lendemain par Libération, le 9 décembre),. Vivès publie également le 15 décembre 2022 un long message sur Instagram : il affirme ne pas cautionner la pédocriminalité et l'inceste, il s'excuse auprès des personnes ayant pu être heurtées par ses œuvres ou ses propos, et en particulier les propos qu'il a pu adresser directement à la dessinatrice Emma,.
Cinq prévenus sont poursuivis devant la 30e chambre correctionnelle pour avoir proféré des insultes et des menaces de mort fin 2022 à l’encontre de Bastien Vivès et sont jugés lundi 29 janvier 2024,. Ils sont condamnés le 13 juin 2024 à des amendes et peines de prison avec sursis.

##### Messages«à caractère pédophile»sur un forum
Le 16 décembre 2022, Libération exhume de nombreux messages postés par Bastien Vivès sur un forum entre 2003 et 2011, messages qualifiés comme étant « à caractère pédophile », et qui avaient pour certains déjà suscité des débats entre membres. Ce dernier écrivait par exemple : « Parfois je me sens attiré vers des gamines de 10 ou 12 [ans]… On se dit merde je suis pédophile… Mais bon je sais pas y a quelque chose qui se dégage… Bien sûr je ne fais rien… mais c'est un sentiment humain que tout le monde peut avoir. C'est juste qu'il y a des gens qui passent outre et dépassent les lois de notre belle société… » ; ou encore : « C'est bon c'est arrivé à tout le monde de coucher avec des gamines de 14 ans… Je suis désolé mais quand je vois comment elles te parlent… Elles sont désireuses de ton corps… Alors régale-toi mon gars…. »

##### Suites judiciaires
En septembre 2018, un citoyen écrit au procureur de Paris pour faire part de son inquiétude concernant l'album Petit Paul, qui « contient des scènes de sexe explicite entre un garçon de 10 ans et des adultes, ce qui semble correspondre à la définition donnée par l'article 227-23 du Code pénal ». Il redoute « la possible utilisation de ce matériel pédopornographique par des agresseurs, dans le but de convaincre l'enfant que la pédocriminalité, c'est bien, c'est normal, c'est « fun » ». Ce signalement est classé sans suite pour « absence d'infraction ».
En 2018 également, un signalement adressé par l'association Face à l'inceste, demandant le retrait de Petit Paul des librairies, avait aussi été classé sans suite par le parquet de Nanterre pour « absence d'infraction » en février 2019.
Les polémiques de 2022 relancent le débat sur le caractère possiblement illégal de certaines œuvres de Vivès : le 19 décembre 2022, l'association Innocence en danger dépose une plainte au parquet de Pariscontre Bastien Vivès ainsi que contre certains de ses éditeurs pour « diffusion d’images pédopornographiques, incitation à la commission d’agressions sexuelles sur mineurs et diffusion à un mineur de messages violents ». L'association cible trois ouvrages de l'artiste dans sa plainte : Les Melons de la colère (2011), La Décharge mentale (2018), les deux parus aux éditions Les Requins Marteaux ainsi que Petit Paul (2018) publié chez Glénat. L'association dénonce une banalisation des abus sexuels envers les mineurs et accuse les éditeurs d'avoir « parfaitement conscience de la minorité des personnages et du caractère pornographique des situations dans lesquelles ils se retrouvaient ».
Le 20 décembre, une deuxième association, La Fondation pour l’enfance, porte plainte à Nanterre pour les mêmes motifs,.
Le 6 janvier 2023, le parquet de Nanterre ouvre une enquête préliminaire pour diffusion d’images pédopornographiques visant Bastien Vivès et les maisons d'éditions Glénat et Les Requins Marteaux.
Le 24 janvier 2024, une nouvelle plainte est déposée par Anne Clerc, la déléguée générale de l’association Face à l’inceste. Cette démarche vise à « dénoncer l’accessibilité et l’exposition des contenus de Bastien Vivès aux mineurs, quand les précédentes plaintes n’appelaient qu’à trancher sur la légalité de ces contenus. »
Le 13 février 2025, le parquet annonce qu'un procès aura lieu les 27 et 28 mai 2025 au tribunal correctionnel de Nanterre, où comparaîtront Bastien Vivès, jugé pour « fixation et diffusion d’image à caractère pornographique dans deux de ses albums », ainsi que les maisons d'édition Les Requins Marteaux et Glénat, jugées pour « diffusion de l’image d’un mineur présentant un caractère pornographique »,. Le 27 mai 2025, le tribunal de Nanterre accède à la requête en nullité de Vivès et se déclare incompétent sur cette affaire, estimant qu'aucun élément du dossier ne permet de dire que les faits se sont produits dans les Hauts-de-Seine. Le parquet ne fait pas appel.

##### #MeTooBD
Fin décembre, à la suite de l'affaire Vivès, un mouvement #MeTooBD est lancé concernant le sexisme dans la bande dessinée. Une tribune parue le 17 décembre dans le club de Mediapart, intitulée « Les raisons de la colère » et signée par près de 500 personnes, déclare notamment : « Si cette question dépasse très largement l’auteur Bastien Vivès, sa mise à l’honneur au Festival d’Angoulême est symptomatique d’un contexte global où les luttes contre le sexisme et les violences sexuelles peinent toujours à être entendues et reconnues ». Les signataires de la tribune demandent notamment à ce que le festival d'Angoulême « rédige et établisse une charte d’engagement, afin que les futures sélections et programmations du festival soient réalisées dans le respect du droit des personnes minorisées ainsi que dans l’égalité de leurs représentations ».
Le 19 décembre 2022, l'auteur multi-récompensé Jean-Marc Rochette annonce mettre fin à sa carrière dans la BD, en réaction et en opposition à cette tribune « qui voudrait que la bande dessinée soit maintenant encadrée par un manuel du politiquement responsable, en d’autres termes ça s’appelle une surveillance de l’édition par des commissaires politiques. » Il déclare également : « Je vais me tenir le plus éloigné possible d'un milieu où de telles idées peuvent germer. […] Je vais me consacrer dorénavant à la sculpture et à la peinture, j’ai un immense besoin de liberté pour mes dernières années. »
En 2023, la journaliste Ellen Salvi sur le site Mediapart révèle des témoignages de plusieurs femmes accusant d’agressions sexuelles et de viols Florent Ruppert, co-auteur de La Grande Odalisque et Olympia chez Dupuis et ami proche de Bastien Vivès. En complément de son article, la journaliste poste sur son compte Twitter une interview vidéo de Bastien Vivès datant de 2017 accordé au site Konbini. Vivès y raconte « son festival d’Angoulême en un dessin ». Il y relate : « Et puis, il y a toujours Florent Ruppert qui est là et qui revient d’un énième rapport sexuel avec des étudiantes… avec n’importe qui, avec des gens dans la rue. » L’auteur, alors qu’il répond à l’interview, dessine une scène où Ruppert assis sur un canapé, comptabilise ses rapports sexuels et Vivès s’exclame « incroyable ». L'Obs et le site Madmoizelle ont analysé dans leurs articles les polémiques contre Bastien Vivès et Florent Ruppert comme étant directement liées, du fait de la proximité des deux auteurs dans la sphère personnelle et éditoriale ainsi que dans la chronologie des révélations,.

##### Réactions et analyses
Le juge Édouard Durand, coprésident de la commission indépendante sur l'inceste et les violences sexuelles faites aux enfants (Ciivise) estime que cette polémique révèle la prise de conscience généralisée des problématiques d'inceste et de pédocriminalité. Il juge également déplacées les invocations à la liberté d'expression des défenseurs de Vivès : « La marge de création est extrêmement grande sans qu'il soit besoin de représenter des enfants comme des objets sexuels. ». Un article de France Info soulève la division des juristes face au cas des œuvres de Bastien Vivès, jugeant que si plusieurs de ses images peuvent constituer une infraction à la loi contre la pédopornographie, le caractère fictionnel de ces représentations et les intentions de l'auteur doivent être prises en compte pour une éventuelle condamnation et interdiction.
Ellen Salvi, dans Mediapart, estime que cette affaire est révélatrice d'une prise de conscience dans le milieu de la bande dessinée des problématiques de sexisme et de non-dits.
Richard Malka, l'avocat notamment de Charlie Hebdo, déclare dans Le Monde : « Je suis effrayé par cette justice de la rue qui use de violences verbales pour éliminer un artiste jamais mis en cause dans une affaire de pédophilie, déterre des œuvres n’ayant à l’époque fait l’objet d’aucun procès. »
Le 21 décembre, le dessinateur Riss publie dans Charlie Hebdo une tribune de soutien à Bastien Vivès et à la liberté d'expression face à cette polémique où il compare les reproches faits à cet auteur avec les critiques faites à l'encontre de Charlie Hebdo à la suite de la publication des caricatures de Mahomet.
Vivian Petit, dans ActuaLitté, analyse longuement ce que révèle cette affaire, et tente de faire la part entre la fiction et la liberté de création de Bastien Vivès d'un côté, et ce qui choque dans sa production éditoriale et ses diverses déclarations de l'autre.
Dans l'édition de Libération du 23 décembre, Denis Ramond tient un propos proche. Tout en condamnant certains propos de l'auteur, il considère que l'affirmation selon laquelle Vivès banaliserait l'inceste ou y inciterait est « un slogan irréfléchi ». La dessinatrice Joanna Lorho déclare dans la même édition : « C’est malhonnête de dire que Petit Paul de Bastien Vivès n’a rien à voir avec la pédocriminalité » et estime que Vivès est représentatif d'un milieu de la bande dessinée trop exclusivement masculin et sexiste.
Dans une tribune intitulée par antiphrase « Affaire Bastien Vivès : "Assez fantasmé" », l'écrivain et professeur d'université Pierre Jourde s'en prend aux contempteurs du dessinateur et, en s'appuyant sur les écrits d'auteurs et prédicateurs chrétiens du XIXe siècle, demande ironiquement que le travail de censure soit poursuivi, en particulier pour ce qui relève de la violence (« Que de meurtres, de massacres, de tortures, d’exécutions dans la BD ! »).
Le 17 janvier, la ministre de la Culture Rima Abdul-Malak prend position sur l'annulation de l'exposition à Angoulême, et déplore le manque « d'un temps de débat nécessaire ».
Le 27 janvier, Le Monde publie une discussion entre André Gunthert, historien des cultures visuelles, et Carole Talon-Hugon, philosophe spécialiste d’esthétique. Cette dernière estime ainsi que « La valeur morale d’une œuvre fait partie de sa valeur artistique ».
Sur Instagram, la dessinatrice Catel déclare : « L'œuvre de Bastien, dans son originalité et sa complexité, ne peut être ni réduite ni détruite par des esprits puritanistes. »
Vendredi 27 janvier, pendant le Festival de la BD d’Angoulême, deux débats se tiennent autour des questions de la liberté d’expression et du sexisme. L'affaire Bastien Vivès continue de diviser les opinions dans un contexte polémique,.
Le 1er février 2023, une tribune publiée dans Le Monde, co-signée par une quarantaine d'auteurs, éditeurs, réalisateurs, comédiens, journalistes et personnalités politiques parmi lesquels Blanche Gardin, Oxmo Puccino, les auteurs Enki Bilal, Jean-Marc Rochette, Riss et Coco ou l’ex-ministre Françoise Nyssen, s'alarme d'un « climat de peur menaçant la liberté de création ».
En mars 2023, les bibliothèques publiques de Montréal retirent officiellement deux titres de Vivès de leurs collections : Les Melons de la colère et Décharge mentale. Cette décision provoque au Canada des débats sur la liberté d'expression, notamment lorsque cela implique des images supposées pédopornographiques.
En mars 2024, le magazine Le Point publie une interview de Bastien Vivès et de son avocat, Richard Malka. Bastien Vivès explique notamment que la plupart de ses projets artistiques sont arrêtés à la suite des polémiques qui ont débuté fin 2022.
En mai 2025, l'autrice Emma Becker, la journaliste Peggy Sastre, la dessinatrice Coco, le dessinateur et rédacteur en chef de Charlie Hebdo Riss, ainsi que l'ancienne ministre de la culture et éditrice Françoise Nyssen, prévoient de témoigner en défense de Bastien VIvès à son procès. Le tribunal correctionnel de Nanterre se déclare incompétent (« aucune pièce du dossier ne permet[tant] de dire [que les faits] se sont tenus dans les Hauts-de-Seine ») et le procès annulé,.  Le parquet n'interjette pas appel, ce qui rend définitif le jugement d’incompétence, mais pourrait transmettre le dossier à une autre juridiction pour une nouvelle analyse ou enterrer le dossier, à moins qu'une association de défense des enfants ne saisisse la justice par le biais d’une citation directe. 

### Violentes insultes contre une dessinatrice et sa famille
Lorsque la polémique par rapport au projet d'exposition du festival d'Angoulême éclate, le site Arrêt sur images rapporte que Bastien Vivès avait posté en 2017 des commentaires violents envers la dessinatrice-blogueuse Emma qui venait de publier Un autre regard sur la charge mentale pesant sur les femmes, la qualifiant « d'abrutie mongolienne » sur Facebook. Dans d'autres commentaires, il déclare souhaiter le meurtre d'Emma par son enfant, écrivant en lettres capitales : « J'aimerais que son gosse la poignarde, qu'il fasse une BD sur comment il l'a poignardée et qu'il se fasse enculer à chaque like. ». La blogueuse affirme avoir porté plainte avec le soutien de son éditeur, mais que l'affaire n'a pu aller en justice car le délit supposé était prescrit. Il publie également en réaction quelques mois plus tard une BD intitulée La Décharge mentale dans laquelle « un père de famille est constamment sollicité sexuellement par sa femme et ses trois filles, qui s’offrent à un vieil ami de passage ». En décembre 2022, Vivès présente ses excuses pour ces messages dans un post publié sur son compte Instagram.

## Publications

### Ouvrages collectifs
- Le Jour du musée, Warum, « Civilisation », juillet 2009
Scénario et dessin : Jérôme d'Aviau, Marine Blandin, Fumio Obata, Benoît Preteseille et Bastien Vivès - (ISBN 978-2-915920-41-3)
- Tranches napolitaines[108], Dargaud, avril 2010
Scénario, dessin et couleurs : Alfred, Mathieu Sapin, Anne Simon et Bastien Vivès - (ISBN 978-2-205-06464-3)
- 1 Les Autres Gens #1, Dupuis, avril 2011
Scénario : Thomas Cadène - Dessin et couleurs : Bastien Vivès et Cie - (ISBN 978-2-8001-5146-5)
- 2 Les Autres Gens #2, Dupuis, mai 2011
Scénario : Thomas Cadène - Dessin et couleurs : Bastien Vivès et Cie - (ISBN 978-2-8001-5147-2)
- 3 Les Autres Gens #3, Dupuis, août 2011
Scénario : Thomas Cadène - Dessin et couleurs : Bastien Vivès et Cie - (ISBN 978-2-8001-5148-9)
- Comment je me suis fait plaquer…, Dupuis, juin 2011
Scénario, dessin et couleurs : Collectif - (ISBN 978-2-8001-5198-4)
- 4 Les Autres Gens #4, Dupuis, octobre 2011
Scénario : Thomas Cadène - Dessin et couleurs : Bastien Vivès et Cie - (ISBN 978-2-8001-5149-6)
- 5 Les Autres Gens #5, Dupuis, « Auteurs », mars 2012
Scénario : Thomas Cadène et Kris - Dessin et couleurs : Bastien Vivès et Cie - (ISBN 978-2-8001-5150-2)
- Les Cœurs simples, Casterman, novembre 2017
Scénario : Albert Algoud - Dessin : Collectif - (ISBN 978-2-203-10189-0)
- Les Cahiers Aire libre, t.5 : Pendant ce temps à Fécamp, Dupuis, Aire libre, novembre 2020
Scénario et dessin : Blutch, Catel Muller et Bastien Vivès - (ISBN 979-1-034-75358-1)

### Romans graphiques
- Elle(s), Casterman, « KSTЯ », mai 2007
Scénario, dessin et couleurs : Bastien Vivès - (ISBN 978-2-203-00376-7)
- Hollywood Jan, Casterman, « KSTЯ », janvier 2008
Scénario, dessin et couleurs : Michaël Sanlaville et Bastien Vivès - (ISBN 978-2-203-00750-5)
- La Boucherie, Vraoum !, juillet 2008
Scénario, dessin et couleurs : Bastien Vivès - (ISBN 978-2-203-00376-7)
- Le Goût du chlore, Casterman, « KSTЯ », mai 2008
Scénario, dessin et couleurs : Bastien Vivès - (ISBN 978-2-203-01216-5)
- Dans mes yeux, Casterman, « KSTЯ », janvier 2009
Scénario, dessin et couleurs : Bastien Vivès - (ISBN 978-2-203-02062-7)
- Juju Mimi Féfé Chacha, Ankama Éditions, « Civilisation », juin 2009
Scénario : Alexis De Raphelis - Dessin : Bastien Vivès - (ISBN 978-2-359-10005-1)
- Amitié étroite, Casterman, « KSTЯ », septembre 2009
Scénario, dessin et couleurs : Bastien Vivès - (ISBN 978-2-203-02063-4)
- Polina, Casterman, « KSTЯ », mars 2011
Scénario et dessin : Bastien Vivès - (ISBN 978-2-203-02613-1)
- Les Melons de la colère, Les Requins Marteaux, « BD-Cul », novembre 2011
Scénario et dessin : Bastien Vivès - (ISBN 978-2-84961-114-2)
- Une sœur, Casterman, mai 2017
Scénario et dessin : Bastien Vivès - (ISBN 978-2-203-14716-4)
- Attention chien méchant, Casterman, novembre 2017
Scénario, dessin et couleurs : Bastien Vivès - (ISBN 978-2-203-12022-8)
- La Décharge mentale, Les Requins Marteaux, « BD-Cul », février 2018
Scénario et dessin : Bastien Vivès - (ISBN 978-2-84961-238-5)
- Le Chemisier, Casterman, septembre 2018
Scénario et dessin : Bastien Vivès - (ISBN 978-2-203-16877-0)
- Petit Paul, Glénat, « Porn'Pop », septembre 2018
Scénario et dessin : Bastien Vivès - (ISBN 978-2344028971)
- Quatorze Juillet, Casterman, mars 2020
Scénario : Martin Quenehen et Bastien Vivès - Dessin : Bastien Vivès - (ISBN 978-2-203-19683-4)
- Corto Maltese : Océan noir, Casterman, septembre 2021
Scénario : Martin Quenehen - Dessin : Bastien Vivès - (ISBN 978-2-203-22473-5)
- Burne Out, Le Monte en L'Air, « BD-Cul », août 2022
Scénario et dessin : Bastien Vivès - (ISBN 979-10-92775-50-1)
- Dernier week-end de janvier, Casterman, août 2022
Scénario et dessin : Bastien Vivès - (ISBN 978-2-203-24320-0)
- La Vérité sur l'affaire Vivès, Charlotte éditions, octobre 2024
Scénario et dessin : Bastien Vivès - (ISBN 248760901X)

## Adaptations de son œuvre
- 2016 : Polina, danser sa vie, adaptation de Polina, scénario et réalisation d'Angelin Preljocaj et Valérie Müller
- 2016 : Lastman (série d'animation)
- 2016 : Last Fight, jeu vidéo adapté de la bande dessinée Lastman
- 2022 : Falcon Lake, adaptation d'Une sœur, réalisation de Charlotte Le Bon
- 2023 : Voleuses de Mélanie Laurent

## Distinctions
- 2009 : Festival d'Angoulême 2009 : Essentiel « Révélation » pour Le Goût du chlore.
- 2010 :
  - Comics Festival Belgium 2010 : prix Saint-Michel de la presse pour Pour l'empire, tome 1 : L'Honneur (avec Merwan).
  - Festival de bande dessinée de Naples 2010 : prix Micheluzzi de la meilleure bande dessinée étrangère pour Le Goût du chlore[109].
- 2011 :
  - Canal BD 2011 : prix des libraires de bande dessinée pour Polina.
  - Festival de bande dessinée des Asturies 2011 : prix Haxtur de la meilleure histoire longue pour Polina[110].
- 2012 :
  - ACBD : grand prix de la critique pour Polina.
  - Prix Landerneau, avec Florent Ruppert et Jérôme Mulot, pour La Grande Odalisque[111].
- 2015 : Festival d'Angoulême 2015 : prix de la série pour Lastman, avec Balak et Michaël Sanlaville[112].
- 2018 :
  - Prix BD Wolinski du Point pour Le Chemisier[27].
  - Prix des libraires du Québec catégorie BD[113] hors Québec, pour Une sœur.

#### Livres
- Patrick Gaumer, « Vivès, Bastien », dans Dictionnaire mondial de la BD, Paris, Éditions Larousse, 2010 (ISBN 9782035843319), p. 905.
- Vincent Bernière, « La Grande Odalisque, par Bastien Vivès, Florent Ruppert et Jérôme Mulot », dans Les 100 plus belles planches de la bande dessinée, Beaux-Arts éditions, novembre 2016 (ISBN 9791020403100), p. 86-87
- Paul Gravett (dir.), « Les années 2000 : Le Goût du chlore », dans Les 1001 BD qu'il faut avoir lues dans sa vie, Flammarion, 2012 (ISBN 2081277735), p. 903.

#### Presse
- Bastien Vivès et Vincent Brunner, « Bastien Vivès: "avec la bande dessinée, il y a toujours une part de fantasme" », Les Inrocks,‎ 12 septembre 2018 (lire en ligne).
- Bastien Vivès et Sonia Déchamps, « La carte postale BD de Bastien Vivès, coauteur de Lastman », Le Point,‎ 12 juillet 2018 (lire en ligne).
- Ève Beauvallet, « Bastien Vivès y met du sein », Libération,‎ 7 septembre 2018 (lire en ligne).
- Benjamin Roure, « Le Chemisier », BoDoï,‎ 14 septembre 2018 (lire en ligne)
- Romain Brethes, « Vivès, prix Wolinski de la BD du Point », Le Point,‎ 29 novembre 2018